# Kemiri (Jenangan)
Kemiri is een bestuurslaag in het regentschap Ponorogo van de provincie Oost-Java, Indonesië. Kemiri telt 3525 inwoners (volkstelling 2010).